# آن ویتنی
آن ویتنی (۲ سپتامبر ۱۸۲۱ – ۲۳ ژانویه ۱۹۱۵) مجسمه‌ساز و شاعر آمریکایی بود. او مجسمه‌های تمام‌قد و نیم‌تنه‌ای از شخصیت‌های برجسته سیاسی و تاریخی خلق کرد و آثار ارزشمندش امروزه در موزه‌های معتبر ایالات متحده نگهداری می‌شوند. ویتنی سفارش‌های برجسته‌ای برای ساخت بناهای یادبود دریافت نمود. دو مجسمه از ساموئل آدامز که توسط ویتنی ساخته شدند، در مجموعه تالار مجسمه‌سازی ملی واشینگتن دی.سی. و مقابل فنل هال در بوستون قرار دارند. افزون بر این، او دو یادبود از لیف اریکسون را نیز خلق کرد.
از طریق هنر خود، آن ویتنی دیدگاه‌های لیبرال خود را دربارهٔ لغو برده‌داری، حقوق زنان و مسائل اجتماعی دیگر به تصویر کشید. در مجسمه‌های او، چهره‌های برجسته تاریخی همچون هریت بیچر استو به‌نحوی تأثیرگذار نمایان شده‌اند. او همچنین زنانی را تجسم بخشید که زندگی‌های پیشرو داشتند—زنانی که به‌عنوان حق‌خواه، هنرمندان حرفه‌ای و فعال در جایگاه‌های غیرمعمول برای زنان آن دوران فعالیت می‌کردند، از جمله اقتصاددان برجسته و رئیس کالج ولزلی، آلیس فریمن پالمر. در عصری که او می‌زیست، انتخاب سبک زندگی غیرسنتی و مستقل امری نادر بود. بااین‌حال، او زندگی خود را به این شیوه گذراند و رابطه‌ای بلندمدت با هنرمند همکار خود، ابی آدلین منینگ، داشت که با او زندگی می‌کرد و به اروپا سفر کرد.

## اوایل زندگی
آن ویتنی در تاریخ ۲ سپتامبر ۱۸۲۱ در واترتاون، ماساچوست دیده به جهان گشود. او کوچک‌ترین فرزند ناتانیل راگلز ویتنی جونیور، قاضی صلح، و سالی یا سارا استون ویتنی بود که هر دو از نسل مهاجران نخستین واترتاون در سال ۱۶۳۵ به‌شمار می‌رفتند. او یک خواهر و پنج برادر داشت. خانواده‌اش زمانی که ویتنی ۱۲ ساله بود، به ایست کمبریج نقل مکان کردند و در نهایت در سال ۱۸۵۰ به واترتاون بازگشتند.
خانواده اویونیتارینیسم و طرفداران لغو برده‌داری بودند. آن‌ها برای حقوق زنان، حق آموزش و همچنین لغو برده‌داری مبارزه می‌کردند.

## اوایل حرفه
به‌جز سال تحصیلی ۱۸۳۴–۱۸۳۵ که آن ویتنی در مدرسه‌ای خصوصی تحت مدیریت خانم ساموئل لیتل در باکس‌پورت، مِین تحصیل کرد، آموزش‌های خود را از معلمان خصوصی دریافت نمود. سال حضور او در مدرسه خصوصی به او امکان داد تا به تدریس بپردازد. ویتنی از همان اوایل به شعر و مجسمه‌سازی علاقه نشان داد.
از سال ۱۸۴۷ تا ۱۸۴۹، آن ویتنی یک مدرسه کوچک خصوصی را در سیلم، ماساچوست مدیریت کرد. پس از آن، او از دسامبر ۱۸۵۰ تا مه ۱۸۵۱ با کشتی برای دیدار با اقوام خود به نیواورلئان سفر کرد و در مسیر از کوبا عبور نمود."/>
او حوالی سال ۱۸۵۵ شروع به ساخت نیم‌تنه‌های پرتره از اعضای خانواده خود کرد. در زمانی که ویتنی مطالعه هنر را آغاز نمود، فرصت‌های آموزشی برای زنان بسیار محدود بود. برخلاف دانشجویان مرد، زنان اجازه شرکت در کلاس‌های طراحی از بدن زنده را نداشتند. بازدید از گالری‌های هنری مستلزم آن بود که مجسمه‌های مردان برهنه پیش از ورود زنان پوشانده شوند. همچنین، قالب‌های گچی از بدن انسان در کلاس‌های مختلط قابل استفاده نبودند.
ویتنی به نیویورک نقل مکان کرد تا از سال ۱۸۵۹ تا ۱۸۶۰ در بیمارستانی در بروکلین آناتومی مطالعه کند. سپس، او در آکادمی هنرهای زیبای پنسیلوانیا در فیلادلفیا به تحصیل طراحی و مدل‌سازی پرداخت.
ویتنی در صف مقدم جنبش زن نوین قرار داشت. به‌جای پیروی از مسیری که در آن دوران برای زنان مقبول‌تر تلقی می‌شد—یعنی پرداختن به علایق خود از طریق شعر—او تصمیم گرفت دیدگاه‌های خود را دربارهٔ مسائل اجتماعی از طریق هنر به‌طور کامل و بی‌پرده بیان کند.